# Association criminelle
Ne doit pas être confondu avec Association criminelle (série télévisée).
Pour plus de détails, voir Fiche technique et Distribution.
Association criminelle (The Big Combo) est un film américain réalisé par Joseph H. Lewis, sorti le 13 février 1955.

## Synopsis
Le lieutenant Diamond s'use à traquer un chef de gang nommé M. Brown mais en dépit de tous les moyens qu'il déploie, celui-ci reste intouchable. Le policier s'entête, sans doute mû par son attirance pour Susan Lowell. Ancienne pianiste devenue la maîtresse du criminel, celle-ci finit par craquer offrant au lieutenant Diamond une mince piste pour faire choir Monsieur Brown.

## Fiche technique
- Titre : Association criminelle
- Titre original : The Big Combo
- Réalisation : Joseph H. Lewis
- Scénario : Philip Yordan
- Production : Sidney Harmon
- Société de production : Allied Artists Pictures
- Musique : David Raksin
- Photographie : John Alton
- Montage : Robert S. Eisen
- Pays de production : États-Unis
- Format : Noir et blanc - Mono
- Genre : Film noir et policier
- Durée : 89 minutes
- Date de sortie : États-Unis : 13 février 1955

## Distribution
- Cornel Wilde : Lieutenant de police Leonard Diamond
- Richard Conte : M. Brown
- Brian Donlevy : Joe McClure
- Jean Wallace : Susan Lowell
- Robert Middleton : Capitaine de police Peterson
- Lee Van Cleef : Fante
- Earl Holliman : Mingo
- Helen Walker : Alicia Brown
- Jay Adler : Sam Hill
- John Hoyt : Nils Dreyer
- Ted de Corsia : Bettini
- Helene Stanton : Rita
- Roy Gordon : Audubon
- Whit Bissell : Docteur
- Steve Mitchell : Bennie Smith
- Rita Gould : la nurse

## Analyse

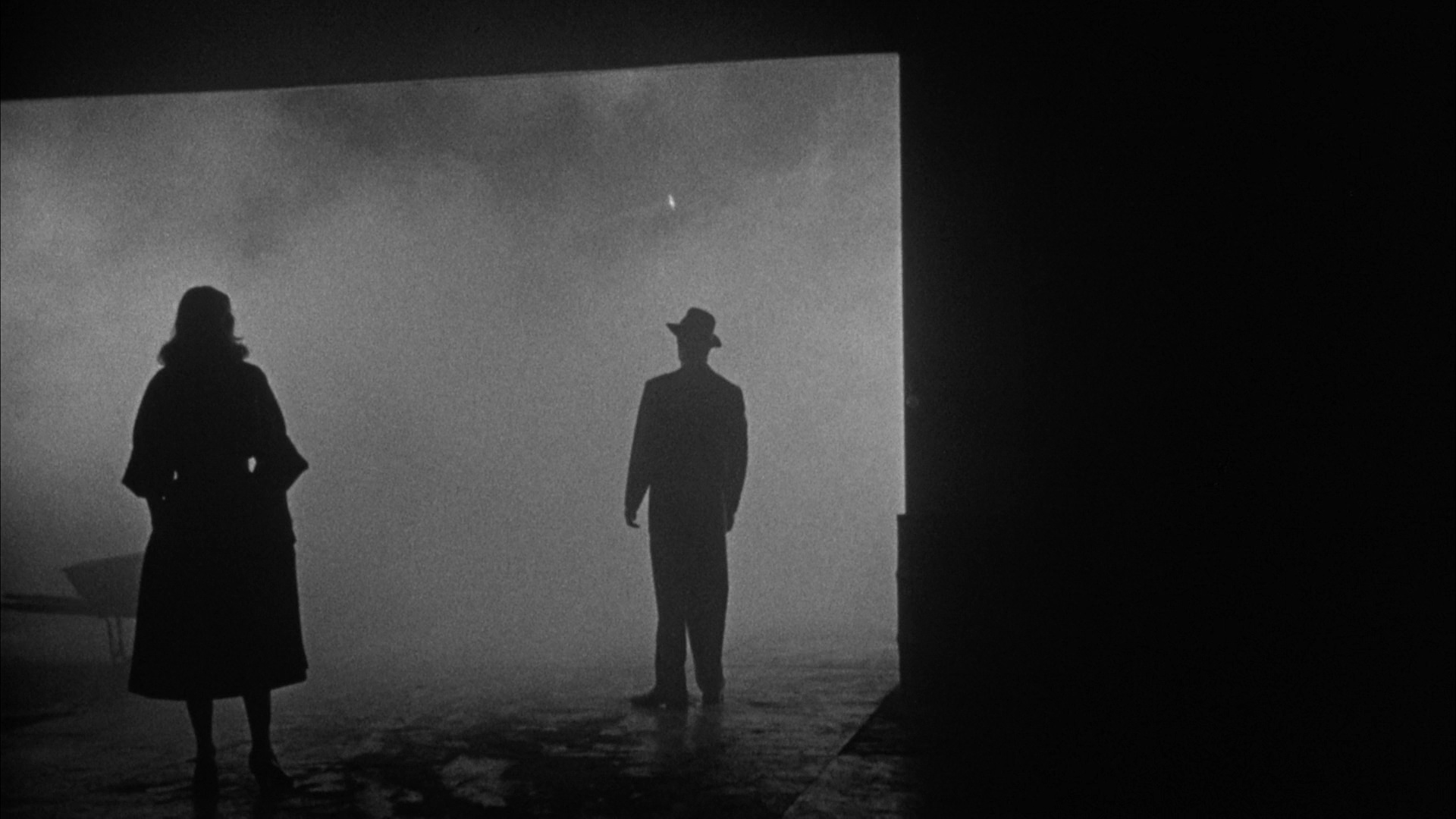
Scène de fin à l'aéroport.

### Inspirations
Association criminelle se situe dans la mouvance des films noirs de la dernière période de l’apogée du genre. Il sort après Règlement de comptes de Fritz Lang et peu avant En quatrième vitesse de Robert Aldrich. L'œuvre est demeurée célèbre pour son aspect sulfureux. Le film reprend les codes photographiques et décoratifs du cinéma des années 1940, s'inspirant par exemple du classique Casablanca de Michael Curtiz (notamment pour la scène de fin à l'aéroport). Lewis a mis en avant son jeu de lumières et d'ombres, rendant le film très esthétique et très représentatif du film noir.

### Personnages
Les relations entre les personnages sont très crues et équivoques. En effet, chaque personnage a un but bien précis qui parfois s'égare complètement de l'objectif principal du film qui est la traque légitime de M. Brown. Cependant, ces buts peuvent changer à tout moment, ce qui rend donc les relations entre personnages très éphémères et ambiguës. Diamond cherche à tout prix à capturer légitimement Brown (et par la même occasion tenter de séduire Susan), tandis que Fante et Mingo cherchent fermement à protéger et à obéir à leur chef, tandis que McClure cherche à prendre la relève du gang de Brown et que Susan cherche une identité en tentant de se détacher de l'autorité étouffante de Brown. On pourrait donc, sous un certain angle, croire qu'il n'y a pas réellement de personnage principal et que chacun recherche simplement à atteindre ses objectifs personnels. 

#### M. Brown
Le chef de gang Brown possède une psychologie particulière qui le rend très unique dans le film. 

Au fil que l'enquête de Diamond prend forme et qu'elle se fructifie, Brown sombre peu à peu dans la folie, ordonnant l'assassinat prématuré de ceux qui lui font obstacle : Nils Dreyer (le skipper du bateau où Brown élimina son ancien chef Grazzi, qui a trahi Brown en fournissant des informations confidentielles à Diamond) et son principal opposant Diamond (qui sera un échec car Fante et Mingo ont à la place exécuté Rita par accident) (l'assassinat de McClure est lui rationnel car il a tenté de trahir son chef en ordonnant Fante et Mingo de le descendre). Brown est ainsi prêt à tout pour garder le monopole du pouvoir de la pègre, quitte à liquider tous ses opposants, voire ses supérieurs (Grazzi). Il développe d'ailleurs cette personnalité cynique lors d'une conversation avec le lieutenant Diamond où il lui dit :
Tu aimerais avoir mon influence et mon argent. Mais tu ne peux pas, c'est impossible. Tu penses que c'est une question d'argent. Or, non. C'est une question de personnalité.
Néanmoins, cette folie l'incitera à commettre des actes condamnables par la pègre, tels que la trahison de ses subordonnés Fante et Mingo en tentant de les éliminer de sa propre main (en déposant une grenade dans la mallette d'argent qu'il leur a fournie). Cet acte cynique se justifie par une potentielle paranoïa de Brown : dû fait qu'au fil de l'enquête de Diamond, ses partenaires le trahissaient de plus en plus (Susan, McClure, Dreyer…), il pensait également que Fante et Mingo ne tarderaient pas à le trahir à leur tour, par crainte d'être traqué par le lieutenant. Fante et Mingo n'ont cependant par envisager de trahir leur chef. La folie de Brown l'a donc poussé à imaginer à des scénarios mensongers qui n'ont fait qu'empirer sa situation (Mingo ayant survécu à l'explosion de la grenade, il décide enfin de dévoiler les crimes de Brown à la police).
La folie du personnage principal dans les films de gangsters n'est pas inédite dans Association criminelle (elle est présente dans Scarface de Howard Hawks ou encore dans L'Ennemi public de Wellman). Ce qui rend cette folie si unique c'est qu'elle ne se manifeste pas, elle reste enfouie à l'intérieur de Brown. En effet, au fil du temps, ses agissements évoluent très différemment, tandis que son caractère, lui, ne change pas. On y repère donc une certaine sournoiserie de sa part, qui le rend ainsi très imprévisible.